# Extra Large Medium
Extra Large Medium es el décimo segundo episodio de la octava temporada de la serie de televisión Padre de familia. Se estrenó en los Estados Unidos el 14 de febrero de 2010 por FOX.En "Extra Large Medium", el personaje principal de la serie, Peter, descubre que supuestamente ha desarrollado la "percepción extrasensorial", después de que sus dos hijos, Chris y Stewie, desaparecen durante una caminata familiar en el bosque. Poco después de ser rescatado, Chris decide invitar a salir a una compañera de clase en su escuela, llamada Ellen, quien tiene síndrome de Down, y finalmente la lleva a una cita romántica, que él va a arrepentir. Mientras tanto, Peter comienza a realizar lecturas psíquicas, pero finalmente se descubrió que falsificando su capacidad una vez que él se acercaba a la fuerza policial de la ciudad.
El episodio generó una gran controversia. La exgobernadora de Alaska Sarah Palin, quien se hace referencia brevemente en el episodio interpretando a la madre de Ellen, se ofendió a la interpretación del episodio de síndrome de Down, debido a un diagnóstico de su hijo de la enfermedad. Andrea Fay Friedman, quien también fue diagnosticada con el síndrome de Down. El episodio recibió más críticas por parte del Consejo de Padres para la Televisión en su emisión original.
A pesar de la controversia, las respuestas críticas al episodio fueron en su mayoría positivas, los críticos alabaron su historia, numerosas referencias culturales, y su retrato de una persona con síndrome de Down. De acuerdo con Nielsen, fue visto en 6,42 millones hogares en su emisión original. El episodio contó con las actuaciones especiales de Jennifer Birmingham, Jackson Douglas, Andrea Fay Friedman, Phil LaMarr, Michele Lee y Nana Visitor, junto con varios actores de voces recurrentes de la serie.Fue nominado para un Premio Primetime Emmy a la Música Sobresaliente Original y Letras, por la canción del episodio titulado "Down Syndrome Girl", en la 62 ª Premios Primetime Emmy. Tanto Walter Murphy y Seth MacFarlane fueron reconocidos por su trabajo en la música y la letra. "Medium Large Extra" fue lanzada en DVD junto con otros diez episodios de la temporada el 13 de diciembre de 2011.

## Argumento
Cuando la familia Griffin decide ir para una caminata en las bosques locales, Chris y Stewie se pierden mientras persiguien una mariposa. Como resultado de ello, se desaparecen por varios días, con sólo cantidades limitadas. Como Lois está en el extremo de su ingenio, decide ver a un médium que le asegura la seguridad de los niños y su bienestar. Finalmente, los niños son encontrados y rescatados por Bruce, y regresaron a su casa en Quahog, que sólo fomenta la obsesión psíquica de Lois a la molestia de un escéptico Brian. En contra de la afirmación de Lois que existe la percepción extrasensorial, Brian prepara a Peter para que haga preguntas en el parque con el fin de demostrar que las lecturas psíquicas son puramente un acto, y no real. Sin embargo, Peter se sorprende por su éxito como un médium convenciéndose de que él en realidad tiene percepción extrasensorial, y decide sacar provecho de ella mediante la apertura de su propio negocio lecturas psíquicas y actuar frente a una audiencia en vivo. Poco después, el farol Peter se llama cuando finalmente Joe solicita su ayuda en una frenética búsqueda de una persona desaparecida que ha sido atado a una bomba. Peter hace tiempo en la búsqueda (tocando los pechos de la esposa del hombre para así "poder localizar su paradero"), a lo que lleva la bomba explotando y Peter admitiendo abiertamente que él en realidad no tiene poderes psíquicos.
Mientras tanto, durante el tiempo en que Chris y Stewie se pierde en el bosque, Chris promete tener una cita con Ellen, una compañera de escuela con síndrome de Down. Después de su rescate, Stewie ayuda a preparar a Chris para la cita vistiéndolo, y dándole instrucciones sobre cómo actuar durante un prolongado canto musical y número de baile. En la cita, Ellen se muestra exigente e insistente y la relación rápidamente se desmorona. Chris admite que el la había comparado con un estereotipo de personas con síndrome de Down y es por eso que deja. Stewie consuela a Chris felicitando a él por superar su timidez y demostrar confianza en invitarla a salir en una cita, como lo había prometido.